# Dirk Siefkes
Dirk Siefkes (* 16. April 1938 in Dessau; † 19. März 2016) war ein deutscher Mathematiker und Informatiker. 

## Leben
Dirk Siefkes studierte Mathematik in Heidelberg und promovierte dort 1969 bei Gert Heinz Müller über entscheidbare Probleme in der monadischen Prädikatenlogik zweiter Stufe. 1970 und 1971 lehrte er als Assistant Professor an der Purdue University Informatik. 1973 gehörte er zu den Gründungsmitgliedern des Fachbereichs Informatik an der TU Berlin und leitete dort das Fachgebiet Theoretische Informatik, Algorithmik und Logik bis zu seiner Emeritierung 2003. Von 1993 bis 1997 war er Sprecher des Interdisziplinären Forschungsprojekts Sozialgeschichte der Informatik.
Dirk Siefkes war langjähriges Vorstands- und dann Beiratsmitglied des Forum InformatikerInnen für Frieden und gesellschaftliche Verantwortung e. V. (FIfF).

## Schüler
- Till Tantau, TU Berlin 2003

## Werke
- Büchi's Monadic Second Order Successor Arithmetic. Berlin, Heidelberg, New York: Springer 1970.
- Formalisieren und Beweisen. Braunschweig, Wiesbaden: Vieweg 1990. ISBN 3-528-04757-7
- Formale Methoden und kleine Systeme: lernen, leben und arbeiten in formalen Umgebungen. Braunschweig, Wiesbaden: Vieweg 1992. ISBN 978-3-528-05199-0